# 希爾克雷斯特 (伊利諾伊州)
希爾克雷斯特（英語：Hillcrest）是位於美國伊利諾伊州奧格爾縣的一個村落。

## 人口
根據2010年美國人口普查的數據，希爾克雷斯特的面積為9.19平方千米，當中陸地面積為9.19平方千米，而水域面積為0.00平方千米。當地共有人口1224人，而人口密度為每平方千米133人。